# Phytocoris poissoni
Espèce
Phytocoris poissoni est une espèce fossile d'insectes Hétéroptères (les punaises), de la famille des Miridae, dans le genre Phytocoris.

## Classification
L'espèce Phytocoris poissoni est décrite en 1937 par le paléontologue français Nicolas Théobald (1903-1981) dans sa thèse,. 

### Fossiles
L'holotype, référencé F234, de l'ère Cénozoïque et de l'époque Oligocène (33,9 à 23,03 Ma), faisait partie de la collection Fliche, enseignant de la botanique de l'École nationale des eaux et forêts à Nancy et viennent du gisement oligocène de Céreste, dans les Alpes-de-Haute-Provence, dans la réserve naturelle géologique du Luberon, gérée par le parc naturel régional du Luberon. Les échantillons se trouvent dans les calcaires en plaquettes "supérieurs" du bassin d'Apt-Forcalquier. L'holotype a plusieurs cotypes référencés F136, 252, 337, 132 de la même collection.
En 1937, cette espèce est classée dans la famille des Capsidae.

### Étymologie
Son épithète spécifique, poissoni, lui a été donnée en l'honneur de l'entomologiste français Raymond Poisson (d) (1895-1973), professeur à la faculté des Sciences de Rennes.

## Description

### Caractères
La diagnose de Nicolas Théobald en 1937, : 

« Insecte au corps oblong, de coloration brunâtre avec teinte plus foncée sur tête, thorax, apex de l'abdomen, fémur III, extrémité du tibia I, tarses I et base des antennes. Tête plus large que longue, bord postérieur légèrement convexe, front arrondi à l'avant ; yeux composés gros, de teinte pâle, de forme ovale et placés transversalement, font saillie sur le côté ; espace interoculaire de la largeur d'un œil ; antennes longues, atteignant l'extrémité des ailes ; premier article de teinte foncée, aussi long que le pronotum ; 2e de teinte brune, moins gros que le premier ; mais atteignant le double de la longueur du premier ; 3e article atteint la moitié de la longueur du 2e ; 4e atteint les cinq sixième de la longueur du 3e ; il est effilé à l'extrémité ; antennes couvertes d'une fine pubescence t peut-être marbrées. Prothorax en forme de trapèze, à l'avant un bourrelet transversal étroit, surface finement chagrinée ; scutellum triangulaire, assez grand ; méso-et métathorax un peu plus larges que le prothorax. Abdomen de forme ovale, arrondi à l'arrière, le dernier segment de teinte plus foncée que les précédents. Pattes longues ; tibia I plus long que tête et pronotum réunis, tarse de trois articles, le dernier armé de deux griffes ; fémur III renflé, noir, dépasse l'extrémité de l'abdomen, tibia III cylindrique, atteignant l'extrémité des ailes. Ailes brunes, dépassent longuement l'abdomen. ».

### Dimensions
La longueur totale du corps sans ailes est de 3 mm et avec ailes de 4,25 mm.

### Affinités
« Ces insectes appartiennent aux Capsidés ; l'un des échantillons F136 montre le cunéus caractéristique de cette famille. À la base de la membrane, il existe deux cellules ; il s'agit donc des Capsidés. Les longues antennes et les cuisses III dépassant l'extrémité de l'abdomen, placent l'Insecte au voisinage du g. Phyrocoris. Il faut pourtant remarquer que dans les espèces actuelles les pattes sont en général bien plus longues, les tibias III dépassent beaucoup l'extrémité des ailes. Quelques genres voisins, les g. Lopus (en) et Calocoris ont des pattes moins longues et se rapprochent par là de nos échantillons fossiles ; mais par contre les antennes de ces deux genres sont plus courtes. Aussi croyons devoir placer cet Insecte fossile plutôt au voisinage des Phytocoris ; d'autant plus que dans ce dernier les cuisses III sont fortement renflées, comme c'est le cas ici. certaines espèces actuelles de Phytocoris sont de taille semblable à celle du présent échantillon, alors que les Punaises des g. Lopus et Calocoris sont en général de plus grande taille.
La forme la plus voisine semble être Phytocoris obscurus Reut., qui vit dans les régions méditerranéennes.
Parmi les espèces fossiles, P. Poissoni se rapproche de P. Gummosus Germ. & Ber. de l'ambre de la Baltique, mais a des antennes plus longues. ».

## Biologie
« Les Punaises du g. Phytocoris se nourrissent surtout de Pucerons qu'elles chassent sur les arbres. ».

### Publication originale
- [1937] Nicolas Théobald, « Les insectes fossiles des terrains oligocènes de France 473 p., 17 fig., 7 cartes,13 tables, 29 planches hors texte », Bulletin Mensuel de la Société des Sciences de Nancy et Mémoires de la Société des sciences de Nancy, Imprimerie G. Thomas,‎ 1937, p. 1-473 (ISSN 1155-1119 et 2263-6439, OCLC 786027547). .